# AGM-123 Skipper II
Il missile AGM-123 Skipper II è un missile a corto raggio a guida laser sviluppato dalla marina militare americana.

## Panoramica
Lo Skipper, missile a corto raggio per attacchi di precisione, è composto da una bomba Mark 83 abbinata al sistema di guida Paveway e al razzo propulsore a combustibile solido Mk 78 che, permettendone lo sgancio a distanza dal bersaglio, dà all'aereo vettore maggior protezione dai missili terra-aria e dall'artiglieria antiaerea che difendono l'obbiettivo. Lo Skipper è stato concepito come un'arma anti-nave, in grado di disabilitare le navi più grandi a causa della potente testata (450 kg) della bomba Mark 83. Può essere trasportato dal A-6E Intruder, A-7 Corsair II e F/A-18.
L'AGM-123 è stato svituppato dalla China Lake Naval Weapons Center.